# Sindrome infiammatoria multisistemica pediatrica
La sindrome infiammatoria multisistemica pediatrica o sindrome iper-infiammatoria multisistemica pediatrica (in inglese Pediatric Multisystem Inflammatory Syndrome, abbreviato in PMIS, o Multisystem Inflammatory Syndrome in Children, acronimo: MIS-C) è una patologia infiammatoria sistemica nei bambini, che comporta febbre persistente e disfunzione d'organo, scatenata da un'esposizione a SARS-CoV-2.

## Epidemiologia
Sono stati segnalati casi in Europa e negli Stati Uniti d'America nel 2020. Oltre 100 casi sono stati segnalati a New York, oltre 125 casi in Francia.
Clinici di Bergamo hanno riportato un apparente aumento di 30 volte dell'incidenza di una sindrome simil-Kawasaki durante le prime sei settimane dall'arrivo locale dell'infezione da virus SARS-CoV-2 nel 2020.
All'11 maggio 2020, risultavano cinque decessi: 1 in Francia, 1 nel Regno Unito, 3 negli Stati Uniti.

## Clinica

### Segni e sintomi
I sintomi possono comprendere congiuntivite, febbre, eruzioni cutanee e diarrea.
La patologia può soddisfare alcuni o tutti i criteri diagnostici per la malattia di Kawasaki.

### Diagnosi
I segni diagnostici in un esame del sangue includono marcatori di infiammazione e malattia coronarica, tra cui alti livelli di proteina C-reattiva, tasso di sedimentazione eritrocitaria (VES), ferritina, proormone N-terminale del peptide natriuretico cerebrale (BNPT), procalcitonina, troponina e trigliceridi.
Mentre il bambino può essere positivo o negativo per SARS-CoV-2, tutte le altre cause microbiche devono essere escluse.
Altri reperti di laboratorio a supporto della diagnosi comprendono livelli anomali di fibrinogeno; bassa albuminemia e bassa conta linfocitaria, con livelli elevati di proteina C-reattiva, D-dimero e ferritina.
Il Royal College of Paediatrics and Child Health ha pubblicato una guida per la diagnosi e la gestione clinica della patologia e il Centers for Disease Control and Prevention (CDC) ha fornito raccomandazioni in merito.